# Foulques Taillefer
Foulques Taillefer (comte en 1048 - meurt c.1087) est le huitième comte d'Angoulême, et sire d'Archiac et de Bouteville. Il est fils aîné de Geoffroi Taillefer et de Pétronille d'Archiac.
Devenu comte en 1048, sa vie est connue par l'Historia Pontificum et Comitum Engolismensium, compilation retraçant l'histoire des comtes et évêques d'Angoulême. Elle le décrit comme un combattant de grand talent, excellant dans l'art militaire, comme il a pu le prouver en de nombreuses occasions, notamment ses guerres contre les Poitevins, contre le duc d'Aquitaine, ou même contre son propre frère, Guillaume, évêque d'Angoulême, pour une question d'attribution des revenus féodaux. Les deux frères réconciliés assistèrent au sacre du roi de France Philippe Ier en 1059.
Il se marie avec Condo ou Cohonde Vagena d'Eu, fille de Robert d'Eu ; il eut d'elle Guillaume, futur Guillaume V Tailllefer, et Graille d'Angoulême, qui épouse Adhémar III, vicomte de Limoges.